# 风车果
风车果（学名：Pristimera cambodiana）是卫矛科扁蒴藤属的植物。分布在越南、缅甸、柬埔寨以及中国大陆的云南、广西等地，生长于海拔280米至1,500米的地区，多生于山坡疏林中，目前尚未由人工引种栽培。